# Art of Love: Music of Machaut
Art of Love: Music of Machaut est un album produit et arrangé par Robert Sadin, et édité en 2009 chez Deutsche Grammophon.
À la croisée entre musique médiévale et jazz contemporain, l'album réunit un ensemble de musiciens de jazz et de classique pour réinterpréter les chansons du poète et compositeur Guillaume de Machaut, écrites au 14e siècle, sur le thème de l'amour courtois : Milton Nascimento, Natalie Merchant, Madeleine Peyroux, Brad Mehldau, Lionel Loueke, Hassan Hakmoun, Romero Lubambo, Marc Feldman, Cyro Baptista
« Nous sommes partis de l’écriture originale des ballades conçues pour une voix par Guillaume de Machaut. Il a ensuite fallu imaginer l’accompagnement harmonique, ainsi que certains solos instrumentaux ».
L'adaptation des textes en français moderne a été faite par Robert Sadin et Yves Beauvais. Les rythmes évoquent le continent africain, qui reste « la matrice » pour Robert Sadin. Les mélodies composées par Guillaume de Machaut restent inchangées, mais laissent une place prépondérante aux improvisations.

## Liste des pistes
1. Love Without End (5:11), avec Milton Nascimento (voc), Jasmine Thomas (voc), John Ellis (ts), Brad Mehldau (ekb), Charles Curtis (g), Cyro Baptista (perc)
2. Douce Dame (3:22), avec Hassan Hakmoun (voc), Mark Feldman (v), Charles Curtis (cel), Seamus Blake (ss, ts), John Ellis (ts), Cyro Baptista (perc)
3. Natalie's Song (3:36), avec Natalie Merchant (voc), Romero Lubambo (g), Cyro Baptista (perc)
4. Python (5:00), avec Robert Sadin (clavinet), Lionel Loueke (harm), John Ellis (ts), Cyro Baptista (perc)
5. Amour me fait désirer (5:12), avec Madeleine Peyroux (voc), Hassan Hakmoun (voc), Mark Feldman (v), Charles Curtis (cel), John Ellis (bc), Cyro Baptista (perc), Robert Sadin (org)
6. Tu, meu sonho vivo (5:39), avec Milton Nascimento (voc), Charles Curtis (cel, g), Seamus Blake (ss)
7. Comment (5:32), avec Matt Shulman (t), John Ellis (bc, ocarina), Robert Sadin (org), Dan Weiss (tabla), Cyro Baptista (perc), Lionel Loueke (voc)
8. Brad's Interlude (1:17), avec Brad Mehldau (Fender Rhodes)
9. Dame, si vous m'êtes lointaine (5:04), avec Robert Sadin (voc), Matt Shulman (t), Graham Haynes (cornet), Brad Mehldau (p), Romero Lubambo (g), Charles Curtis (cel), Cyro Baptista (perc)
10. Force of Love (4:04), avec Charles Curtis (cel), Brad Mehldau (p), Cyro Baptista (surdo)
11. Doux visage (3:29), avec Celena Shafer (voc), Mark Feldman (v), Charles Curtis (cel), Brad Mehldau (Fender Rhodes), Cyro Baptista (perc)
12. Hélas (3:35), avec Charles Curtis (cel), Romero Lubambo (g)
13. Évocation (1:11), avec Milton Nascimento (voc)